# Shane Douglas
Troy Shane Martin (* 21. November 1964 in New Brighton, Beaver County, Pennsylvania) ist ein ehemaliger US-amerikanischer Wrestler, der vor allem unter seinem Ringnamen „The Franchise“ Shane Douglas bekannt wurde.

## Karriere

### Anfänge
Martin begann 1982 seine Wrestling-Karriere unter bürgerlichem Namen, als er in kleinen Independent-Ligen antrat.

### Universal Wrestling Federation
1987 erhielt Martin in der Universal Wrestling Federation von Booker Bill Watts seinen Ringnamen Shane Douglas verliehen und gewann dort die UWF Television Championship. Doch bereits wenig später wurde diese Liga eingestellt und Martin ging zur National Wrestling Alliance, wo er bei NWA/WCW verpflichtet wurde.

### NWA World Championship Wrestling
Nach der Schließung der UWF ging Martin zu World Championship Wrestling, die damals noch im Dachverband der NWA war. In der NWA/WCW wurde er in der unteren und mittleren Kampfkarte eingesetzt.

### World Wrestling Federation I
Im Herbst 1990 machte Martin unter dem Ringnamen Shane Douglas einen relativ kurzen Abstecher in die World Wrestling Federation und wurde dort hauptsächlich als Vorkämpfer (Undercarder) eingesetzt.

### World Championship Wrestling I
Martin kehrte 1992 zu World Championship Wrestling zurück. Diese hatte sich nun zwischenzeitlich von der NWA getrennt und war zum wichtigsten Konkurrenten der WWF aufgestiegen. Dort durfte er im Tag Team mit Ricky Steamboat die WCW World Tag Team Championship halten. Danach wurden sie in eine Fehde mit dem Tag Team The Hollywood Blondes, welches aus Steve Austin und Brian Pillman bestand, eingebunden. An diese musste das Tag Team Douglas/Steamboat den Titel abgegeben. Kurz nach dem Titelverlust verließ Martin die WCW in Richtung ECW.

### NWA Eastern Championship Wrestling
1993 kam er unter dem Ringnamen „The Franchise“ Shane Douglas zu NWA Eastern Championship Wrestling und hatte dort mit seinem Valet Sherri Martel einen denkwürdigen Auftritt: Er hielt mit Tod Gordon und Paul Heyman ein Interview, das in der Aussage gipfelte, dass Shane Douglas innerhalb eines Jahres ECW Heavyweight Champion sei. Er durfte dann innerhalb der angesetzten 12 Monate den regionalen NWA/ECW Heavyweight Champion Titel auch erringen.

### Extreme Championship Wrestling I
Seinen größten Bekanntheitsgrad erlangte Martin, als er 1994 zusammen mit Paul Heyman einen denkwürdigen Angle ausarbeitete: Die damalige NWA Eastern Championship Wrestling richtete in der ECW-Arena ein NWA-Turnier um den vakanten Weltmeisterschaftstitel aus. Martin gewann dieses wie vorgesehen und als er den NWA-Gürtel überreicht bekam, hielt er eine denkwürdige Rede. Diese gipfelte in der Aussage, dass Shane Douglas keinen Titel einer toten Promotion tragen und sich stattdessen selbst zum ECW-Weltchampion ernennen würde. Er löste damit Eastern Championship Wrestling aus dem Dachverband der National Wrestling Alliance machte die Promotion zu Extrem Championship Wrestling. Durch die Erklärung, das der regionale ECW Title nun ein World Title sei, wurde Troy Martin offiziell zum ersten Halter des ECW World Heavyweight Championship Title.
Troy Martin gehörte damit zum ersten Kader der neu formierten ECW. Er gehörte zusammen mit Bam Bam Bigelow, Brian Lee, Chris Benoit, Chris Candido, Dean Malenko, Francine, Lance Storm, Perry Saturn, Rick Rude, Tammy Lynn Sytch und Tommy Dreamer dem Stabel „The Triple Threat“ an. 1995 musste er den Heavyweight Titel abgegeben und ging erneut zur WWF.

### World Wrestling Federation II
Nach seiner Rückkehr zur WWF durfte Martin am 22. Oktober 1995 den Intercontinental Champion Title erringen. In der WWF bekam er dort das Gimmick eines Lehrers namens "Dean Douglas". Doch musste er den Titel am selben Abend abgeben, als Razor Ramon ihn um diesen herausforderte. So verließ Martin bereits im Dezember des gleichen Jahres die WWF wieder.

### Extreme Championship Wrestling II
Im Januar 1996 kehrte Martin zur ECW zurück. Bereits im Mai durfte er den ECW Television Title gewinnen, ehe Martin den Titel im Juni wieder verlor. Bei diesem Titelmatch im Mai 1996 geschah allerdings ein folgenschwerer Unfall: Er brach versehentlich dem Partner seines Gegners Pittbull #2, Gary Wolfe, das Genick. Im Juli 1996 durfte er den TV-Titel erneut gewinnen und diesen bis Juni 1997 behalten.
Zwischen August 1996 und Januar 1999 konnte er zweimal den ECW World Heavyweight Champion Titel erringen. Wegen Differenzen mit Paul Heyman verließ Martin die ECW und kehrte zur WCW zurück.

### World Championship Wrestling II
In der WCW bildete Martin mit Chris Benoit, Dean Malenko und Perry Saturn ein Team. Doch diese Formation hatte keine großen Erfolg in der WCW und so wurde Martin Mitglied der The New Blood Gruppe. Während dieser Zeit durfte er die WCW Tag Team Championship (mit Buff Bagwell), den WCW Hardcore Championship und den WCW United States Title gewinnen. Nachdem die WCW durch World Wrestling Entertainment aufgekauft wurde, wurde Martin nicht übernommen.

### Independent I
Nach Schließung der WCW kam Martin 2001 bei kleineren Independent-Ligen wie der IWA Mid-South unter. Er war schließlich fast 2 Jahre bei den unabhängigen Ligen beschäftigt. In der Promotion Xtreme Pro Wrestling durfte Martin einmal den Champion-Titel halten.

### Total Nonstop Action Wrestling
2003 unterschrieb Martin einen Vertrag bei Total Nonstop Action Wrestling. Dort wurde er in eine Fehde mit Raven eingebunden. 2004 wurde er dort Kommentator und Interviewer für TNA's wöchentliche TV-Show, Impact!. Zusätzlich zu dieser Position, arbeitete er Backstage als Road-Agent.
Im Juni und November 2005 veranstaltete Troy Martin in der alten ECW-Arena die ECW-Reunion-Show „Hardcore Homecoming“ und versuchte damit der WWE und ihrer TV-Show ECW One Night Stand bzw. ihrem neuen ECW-Roster in puncto Hardcore-Wrestling Paroli zu bieten.
2007 wurde Martin von der TNA entlassen.
Ende Mai 2009 gab TNAW bekannt, dass sie neben Raven auch Shane Douglas für einige TV-Auftritte verpflichtet hat. Douglas wurde deshalb im Juni des gleichen Jahres beim TNA-PPV Slammiversary in einem Match gegen Daniels eingesetzt, das er allerdings aufgrund seiner Kurzzeitverpflichtung nicht gewinnen durfte.

### Independent II
Nach seiner Entlassung durch TNAW war Martin eine Zeitlang noch in Independent-Ligen unterwegs und hatte sich zwischenzeitlich eine Zeit lang vom aktiven Wrestling-Geschäft zurückgezogen. 2012 wurde er ein Teil des Wal Marts "Check-Out-Boy" Trainee-Programms, welches er 2013 erfolgreich abschloss. Im Anschluss wurde Martin fester Mitarbeiter des Unternehmens in Philadelphia. Am 9. und 10. November 2013 gastierte er bei der in Deutschland ansässigen Wrestlingpromotion Westside Xtreme Wrestling und gab in deren Wrestling-Schule, dem Westside Dojo, ein zweitägiges Schulungsseminar.

## Titel und Erfolge
- Eastern Championship Wrestling

- 1× ECW Heavyweight Champion

- Extreme Championship Wrestling

- 4× ECW World Heavyweight Champion
- 2× ECW World Television Champion

- National Wrestling Alliance

- 1× NWA World Heavyweight Champion
- 1× NWA World Tag Team Champion

- World Wrestling Federation

- 1× WWF Intercontinental Champion

- World Championship Wrestling

- 1× WCW United States Heavyweight Champion
- 1× WCW Hardcore Championship
- 2× WCW World Tag Team Champion (je einmal mit Ricky Steamboat und Buff Bagwell)

- Xtreme Pro Wrestling

- 1× XPW Wrestling Champion

## Privates
- Vor seiner Wrestling-Karriere war Martin Sonderschul-Lehrer.